# 세인트찰즈 칠
| 세인트찰즈 칠           |                                                             |
| 콘퍼런스                | -                                                           |
| 디비전                  | -                                                           |
| 설립연도                | 2013년                                                      |
| 해체연도                | 2014년                                                      |
| 역사                    | 러레이도 벅스 (2002년~2012년) 세인트찰즈 칠 (2013년~2014년) |
| 경기장                  | 패밀리 아레나                                               |
| 연고지                  | 미주리주 세인트찰스                                         |
| 상징색                  | 검정, 은, 하양, 아이스 블루                                 |
| 정규시즌 우승           | -                                                           |
| 콘퍼런스 우승           | -                                                           |
| 디비전 우승             | -                                                           |
| 레이 미론 프레지던트 컵 | -                                                           |
| 영구 결번               | -                                                           |

세인트찰즈 칠(St. Charles Chill)는 미국 미주리주 세인트찰스를 연고지로 하는 2013년부터 2014년까지 CHL 소속 아이스 하키팀이 있었다.

## 역대 홈경기장
| 경기장        | 사용기간      | 수용인원 | 장소                | 비고 |
| ------------- | ------------- | -------- | ------------------- | ---- |
| 세인트찰즈 칠 |               |          |                     |      |
| 패밀리 아레나 | 2013년~2014년 | 9,643명  | 미주리주 세인트찰스 | 빈칸 |

## 같이 보기
- 러레이도 벅스
- 세인트루이스 블루스